# Mi–8
A Mi–8 (oroszul: Ми–8, NATO-kódja: Hip) szovjet-orosz közepes szállító helikopter, amelyet a Mihail Mil vezetése alatt álló OKB–329 tervezőirodában fejlesztettek ki többcélú, polgári és katonai feladatokra. Az Aeroflot, a Szovjet Légierő és a Varsói Szerződés tagállamainak hadseregei széles körben alkalmazták.

## Története
Az OKB–329 tervezőiroda a Szovjetunió Polgári Repülésügyi Minisztériumának 1958. február 20-i megbízása alapján kezdte el egy 1,5–2 tonna teherbírású gázturbinás szállító helikopter fejlesztését. Egy év múlva a Szovjet Légierő is érdeklődni kezdett a fejlesztési projekt iránt. 1959-ben készült el a teljes méretű makett, majd ezt követően elkezdték az első prototípus építését. Abban az időben még nem állt rendelkezésre hazai gyártású, kifejezetten helikopterekhez készített szabadturbinás gázturbinás hajtómű, ezért egy átalakított légcsavaros gázturbinát használtak. Így az első, V–8 jelzésű prototípust egy darab 1425 kW -os (2700 LE) AI–24V gázturbinával szerelték fel. A teljesítménye lehetővé tette, hogy a prototípusba még a Mi–4 reduktorát és főrotorját építsék be. A prototípus 1961. június 24-én emelkedett először a levegőbe.
A második, V–8A jelzésű prototípus már kéthajtóműves változatban készült. Ebbe már az Izotov TV2–117-es szabadturbinás hajtóművek kerültek. Két évvel később áttértek az ötlapátos forgószárny kialakításra, és a Mi–8 sorozatgyártása is ebben a formában kezdődött 1967-ben.
Azóta több mint 7000 db készült, és a kelet-európai országok mellett ez a típus teljesít szolgálatot Afganisztán, Banglades, Egyiptom, Etiópia, Finnország, Irak, Észak-Korea, Pakisztán, Peru, Szomália, Jemen, Szíria és Vietnám légi haderőiben.
A nullszériás modelleket is beszámítva legalább hat különböző változat ismert. A felfegyverzett és általános feladatok végrehajtására a Hip-C, a Hip-E és a Hip-F típusok alkalmasak. Valamennyi jellemzője a hátsó, nyitható tehertérajtók – a gép 30 katona vagy 3000 kg szabálytalan alakú teher szállítására képes. Fegyverzettel mindegyik gép ellátható, de különösen a Mi–8TV változat érdemel említést ebből a szempontból. Ez a típus 7,62 mm-es géppuskával, 12 külső blokkon függesztett 192 db SZ–5 nem irányított rakétával és 4 db 3M11 Flejta (AT–2 Swatter) páncéltörő rakétával szerelhető fel.
A legutóbbi felfegyverzett változat a Mi–8TV exportváltozata, a Mi–8TVK (Hip-F), amelynek fegyverzetét 6 db 9M14 Maljutka (AT–3 Sagger) vezetékes irányítású páncéltörő rakéta alkotja. A Hip-D elsősorban az elektronikus hadviselésben való részvételre lett optimalizálva. Számos antennája és a külső felfüggesztési csomópontokon rögzített négyszögletes konténerekben tárolt berendezései segítik az ilyen jellegű feladatok végrehajtását.
A Hip-G, a Hip-J és a Hip-K híradásbiztosító, ECM és korszerűsített ECM változatok. Az alapváltozattól leginkább eltérő változat a Mi–8MT, amely Mi–17 típusjelzéssel is ismert. Meghajtását két db, az ukrán Motor Szics által gyártott TV3–117MT típusú, egyenként 1434 kW teljesítményű szabadturbinás hajtómű biztosítja. A farokrotor a faroktartó bal oldalára került – ez az elrendezés valamivel nagyobb teljesítmény elérését teszi lehetővé.

## Típusváltozatok
- Mi–9 – légi vezetési pont